# Metaparagia angulata
Metaparagia angulata är en stekelart som först beskrevs av Richards 1968.  Metaparagia angulata ingår i släktet Metaparagia och familjen Masaridae. Inga underarter finns listade i Catalogue of Life.